# Cornelis Floris de Vriendt
Cornelis Floris de Vriendt či Cornelis Floris, nebo Cornelis II., či Floris De Vriendt (1514, Antverpy – 20. října 1575, Antverpy), byl vlámský sochař, tiskař a architekt. Vyvinul nový styl, který vycházel z vlámských tradic, italské renesance 16. století a možná školy Fontainebleau. Jeho inovativní styl se rozšířil po severní Evropě, kde měl zásadní vliv na vývoj sochařství a architektury v 16. a na počátku 17. století.

## Život
Cornelis Floris II se narodil kolem roku 1514 jako nejstarší ze čtyř synů Cornelise I. a Margarete Goos. Nejstarší známí předci rodiny Floris de Vriendt, tehdy ještě nazývaní pouze „de Vriendt“, pocházeli z Bruselu a živili se jako kameníci a sochaři. Znalosti se v rodině předávaly z otce na syna. Jeden z Cornelisových předků se stal v roce 1406 mistrem bruselského cechu kameníků. Další člen rodiny, Jan Florisz. (zkratka Floriszoon, což znamená Florisův syn) de Vriendt, opustil rodný Brusel a usadil se v Antverpách v polovině 15. století. Jeho patronymické jméno „Floris“ se stalo běžným příjmením následujících generací. Původní podobu „de Vriendt“ však lze v oficiálních dokumentech najít až do konce 16. století.

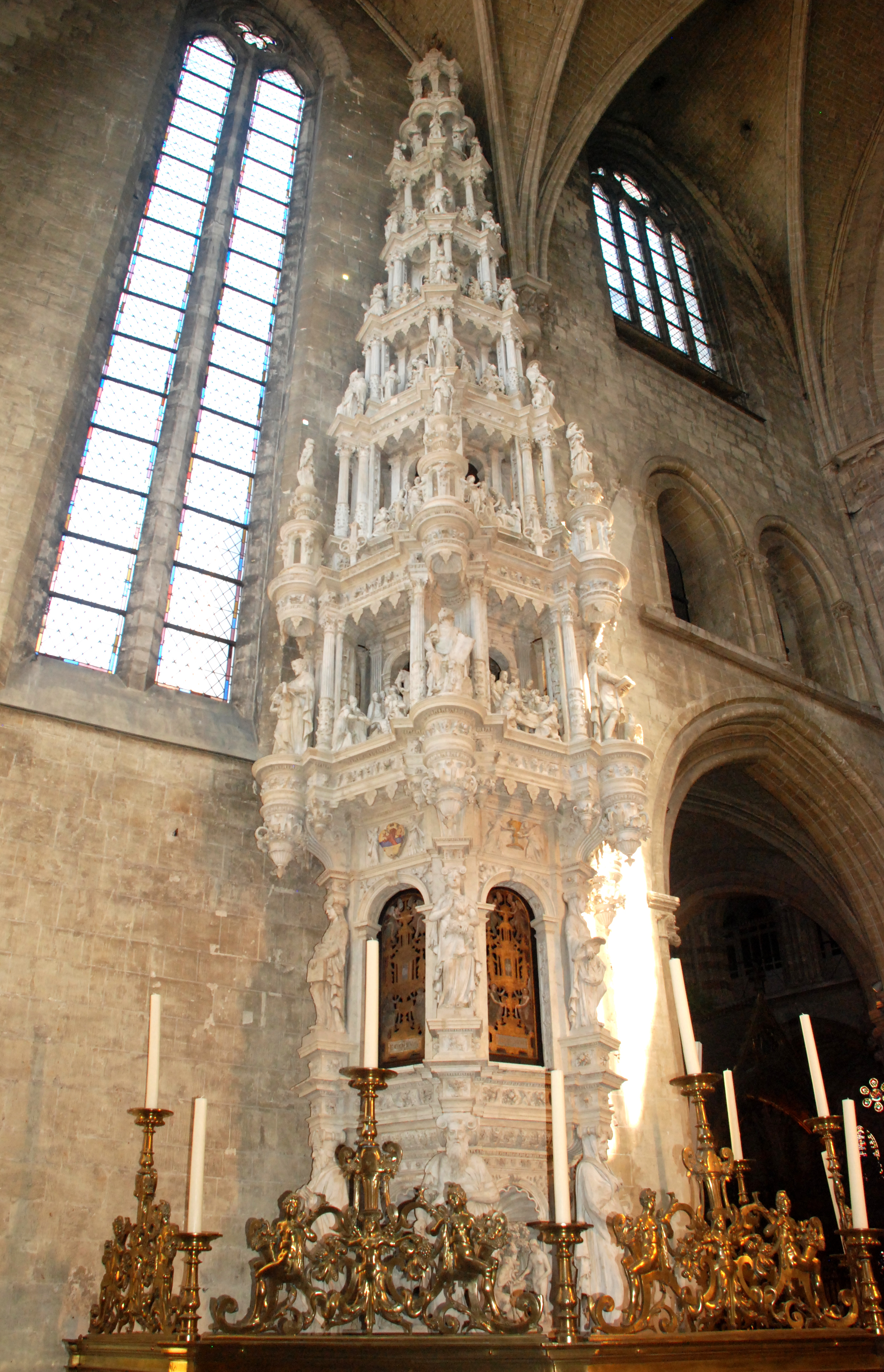
Tabernákl v kostele Svatého Leonarda v Zoutleeuwu, Vlámský Brabant

O jeho začátcích není mnoho známo. Pravděpodobně pracoval v dílně svého otce, který byl kameníkem. Později odcestoval do zahraničí a údajně byl v Itálii, když jeho otec v roce 1538 zemřel. Poté se vrátil do Antverp, aby se postaral o svou matku a mladší bratry. V roce 1539 se stal mistrem antverpského Cechu svatého Lukáše. V letech 1547 a 1559 působil jako děkan tohoto cechu. Kolem roku 1540 byl cechový registr ozdoben groteskními iniciálami, které vytvořil Cornelis. Tyto groteskní motivy, které byly inspirovány současnými italskými styly, které zase vycházely z archeologických nálezů v Římě, se staly důležitou charakteristikou jeho stylu Floris a byly použity jím (stejně jako jeho bratrem Fransem) i v jeho dalších dílech.
V roce 1550 se Floris oženil s Elisabeth Machielsovou a koupil si dům v Antverpách, který zrekonstruoval ve svém vlastním stylu.
Cornelis Floris II zemřel po bohaté kariéře 20. října 1575. Na počátku jeho kariéry se v Nizozemsku začala objevovat renesance. V době, kdy zemřel, byl nový styl v Nizozemsku pevně zaveden. Vlámští umělci však italský styl pouze nekopírovali, umělci jako Floris oživili tento styl vlastním přístupem.
I Cornelisovi bratři se stali vynikajícími umělci. Nejslavnějším z nich je Frans Frolis, který byl jedním z předních vlámských manýristických malířů, jeho další bratr Jacob byl vitrážista a Jan byl hrnčíř.
Cornelis měl mnoho žáků, z nichž mnozí se stali samostatnými umělci. Patřili mezi ně Willem van den Blocke, Gert van Egen, Gillis de Witte, Philip Brandin, Robert Coppens, Heinrich Hagart a Hieronymus van Kessel (I)

## Dílo
Cornelis Floris byl všestranný umělec. Proslavil se hlavně jako architekt a sochař, ale pracoval také jako rytec.

### Sochy
Jako sochař je známý především svou prací na pohřebních pomnících. V roce 1549 získal zakázku na pohřební pomník pro Dorotheu, manželku Albrechta Braniborsko-Ansbašského pruského vévody a dcery dánského krále Frederika I. Dánského v königsberské katedrále To byl začátek mnoha dalších zakázek na hrobové pomníky pro členy dánské královské rodiny. Patřila mezi ně hrobka pruského vévody Albrechta v katedrále v Königsbergu, mauzoleum dánského krále Kristiána III. a kenotaf Frederika I. v katedrále ve Šlesvicku. Pomníky byly obvykle vyrobeny z mramoru se sochou zemřelého vytvořenou v alabastru.
Ve své domovské zemi vytvořil v roce 1522 pro kostel Svatého Leonarda v Zoutleeuwu tabernákl v podobě 18 metrů vysoké, devítipatrové věže. Věž z bílého kamene byla po částech dopravovány z Florisovy dílny v Antverpách. Styl svatostánku má gotické prvky. Pro kostel Svaté Kateřiny vytvořil další svatostánek v Zuurbeemde (nyní součást Glabbeeku) v letech 1555-1557, který je v čistě renesančním stylu. Rovněž vytvořil kněžiště pro katedrálu Notre-Dame v belgickém městě Tournai a náhrobní pomník Jeana II. De Mérode v kostele sv. Dymfny v Gheelu. Množství tak rozsáhlých zakázek ukazuje na velkou dílnu se slušným počtem zaměstnanců. Cornelis Floris působil hlavně jako organizátor a plánovač. Jeho žáci a asistenti cestovali do různých míst (obvykle v severní Evropě), kde měly být instalovány pomníky Florisem navržené. Mnoho z nich zůstalo žít a pracovat v severní Evropě, kde si zřídili vlastní dílny. Při shánění svch zakázek se spoléhali na síť Florisových obchodníků a často také nadále pomáhali i s realizací Florisových návrhů v místě svého působení. Někteří z těchto umělců, jako Willem van den Blocke a Gert van Egen se stali umělci pracujícími u místních dvorů a pomáhali šířit Florisovo jméno a styl v severní Evropě.

### Architektura

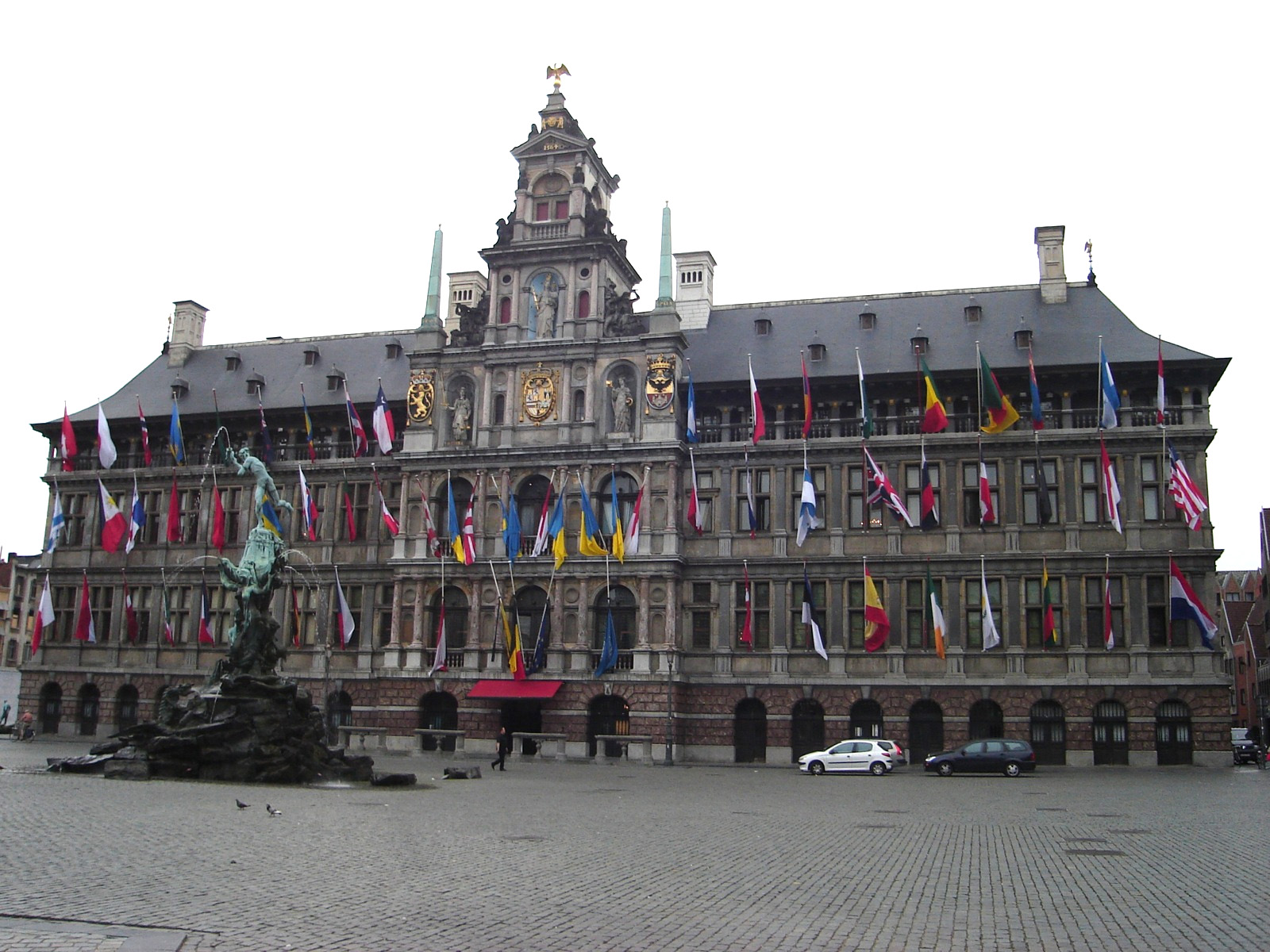
Antwerpská radnice

Koncem 50. let 16. století pracoval Cornelis Floris také jako architekt budov. Je uveden mimo jiné jako architekt antverpské radnice. Existují odlišné názory na přesnou roli Cornelise Florise při navrhování a realizace radnice, protože se jednalo o společné úsilí mnoha architektů a sochařů, na zakázce se podíleli se například Willem van den Broeck, Hans Hendrik van Paesschen a Jan Daems. Ovšem Cornelisův příspěvek nebyl omezen na spolupráci na designu. Je jisté, že měl také důležitou roli v praktické realizaci. Navštěvoval kamenolomy ve kterých vybíral vhodný kámen. V té době provozoval velkou dílnu na Everdijstraatu s tuctem asistentů, kteří pracovali hlavně na zakázce výstavby radnice, hlavně na práci na sochách, návrzích interiéru a fasádě.
Antverpská radnice se stala jednou z prvních budov postavených v novém renesančním stylu architektury v Nizozemsku. Tímto novým stylem se inspirovaly radnice ve Vlissingenu a v Haagu a v německém Emdenu, také sloupoví kolínské radnice (1557) v Německu či „Zelená brána“ (německy bývalá Koggentor) v polském Gdaňsku.
Cornelis Floris také navrhl budovu hanzovní ligy v Antverpách a městský dům svého bratra Franse. Obě budovy již neexistují.

### Grafika
Cornelis Floris také spolupracoval s rytcem a vydavatelem Hieronymem Cockem při vydávání publikací s jeho návrhy pomníků a designu: „Veelderley niewe inuentien van antycksche sepultueren“ („Mnoho nových návrhů antických soch“), která byla vydána v roce 1557 a „Veelderley veranderinghe van grotissen“ („Mnoho druhů grotesek“) vydaná v roce 1556. Vydání těchto knih přispělo k šíření jeho jména a stylu po celém Nizozemsku.

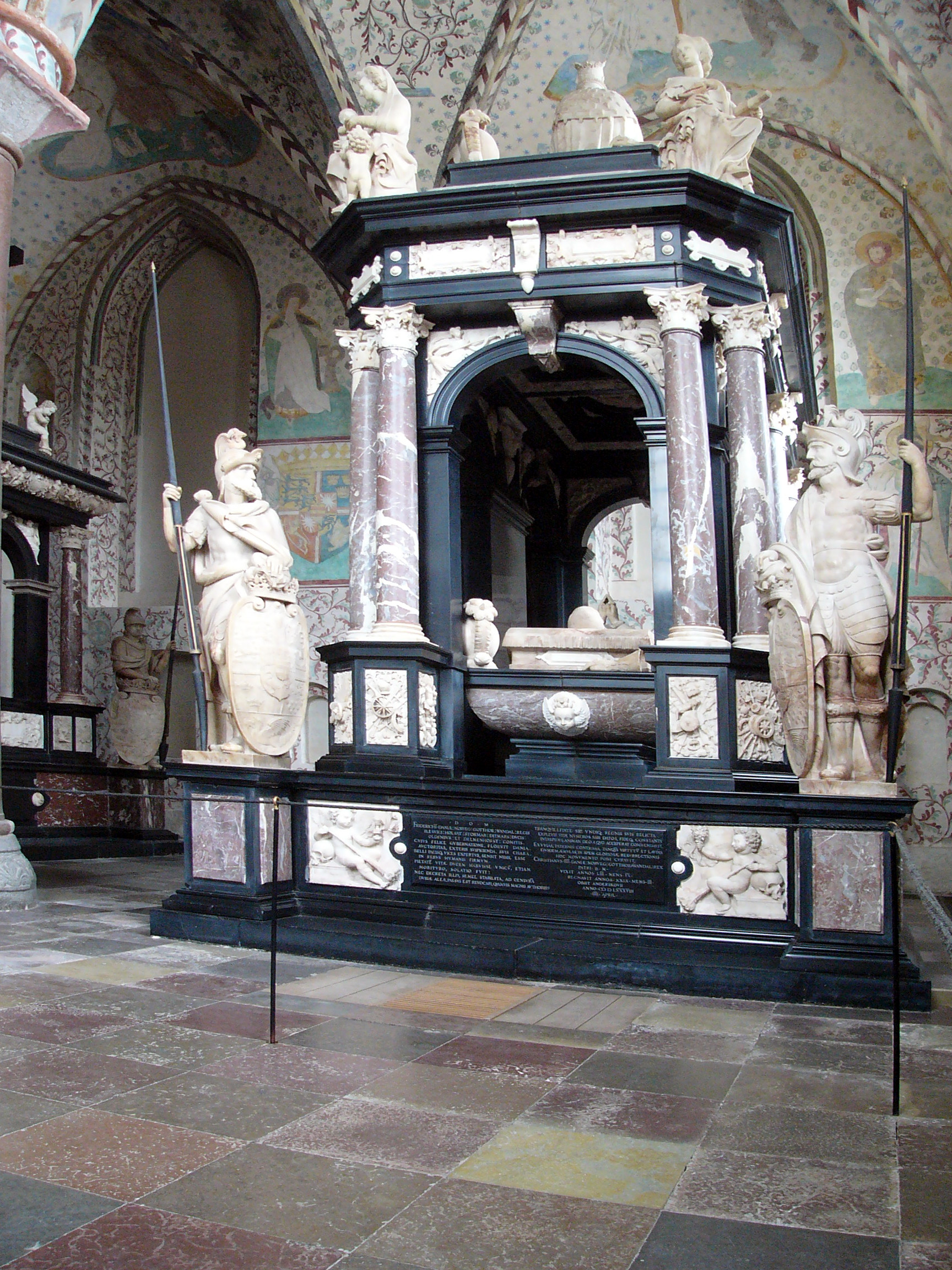
Pomník Kristiána III. Dánského
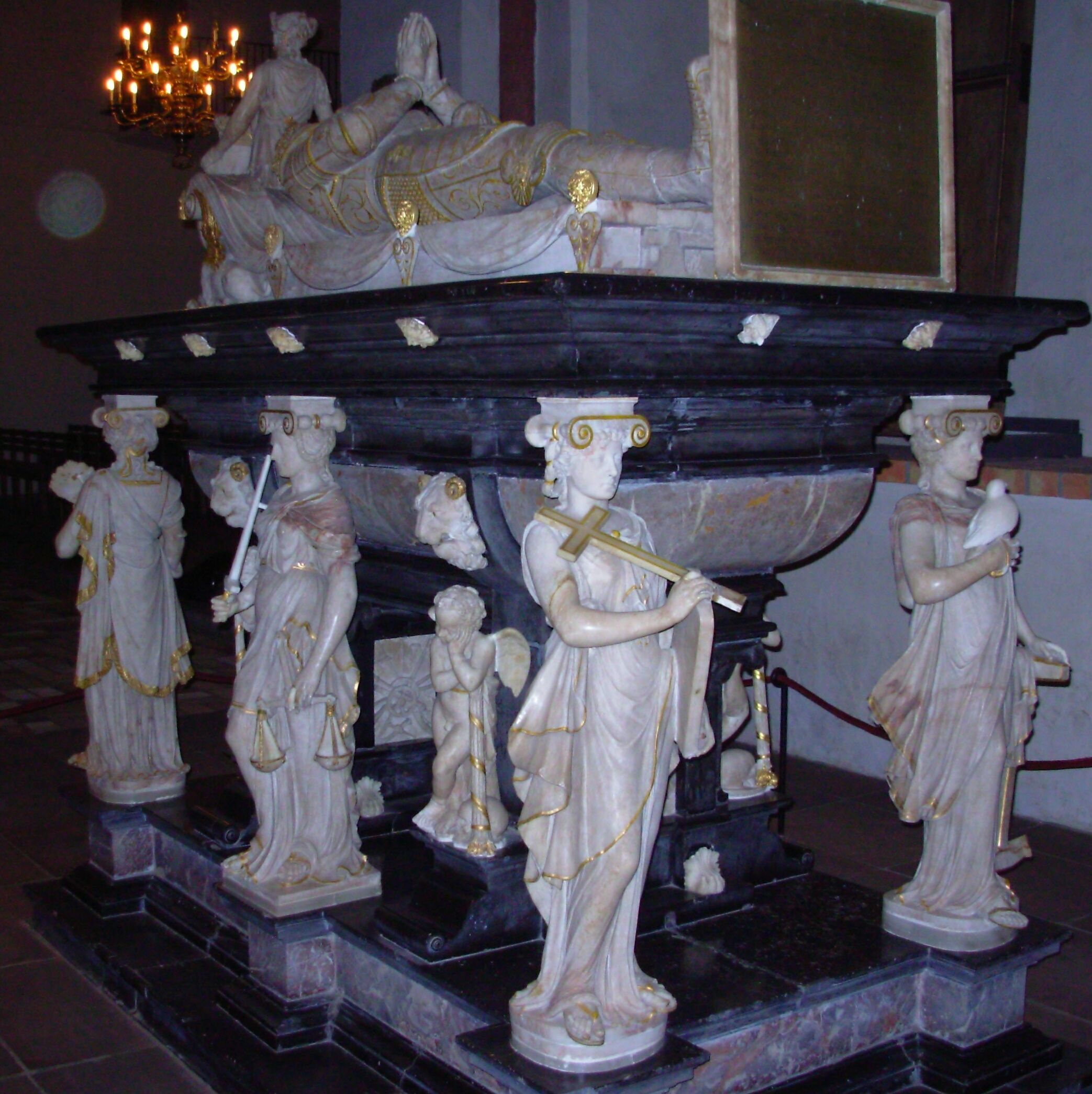
Kenotaf Frederika I. Dánského
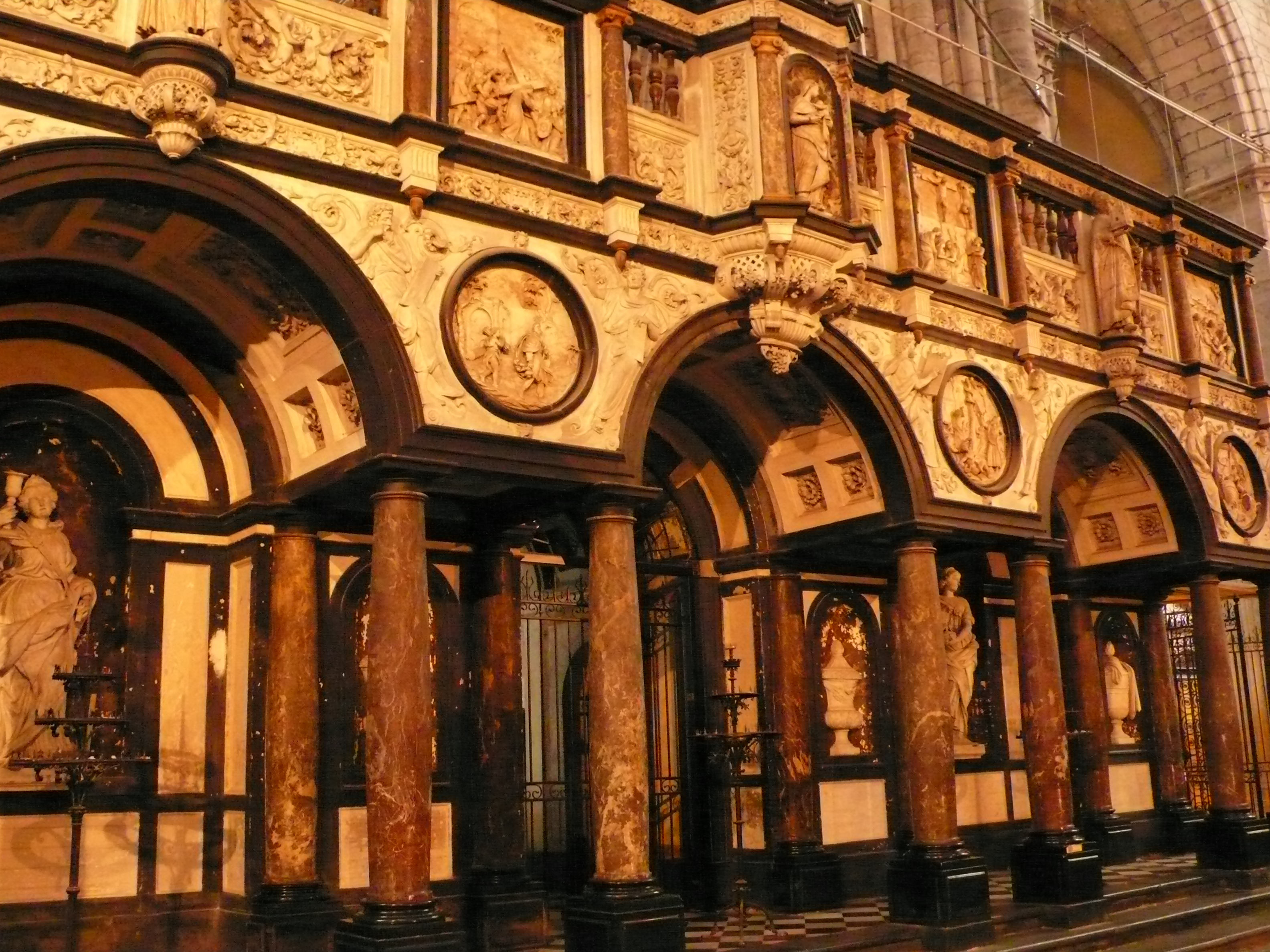
Kněžiště v katedrále v Tournai v Belgii
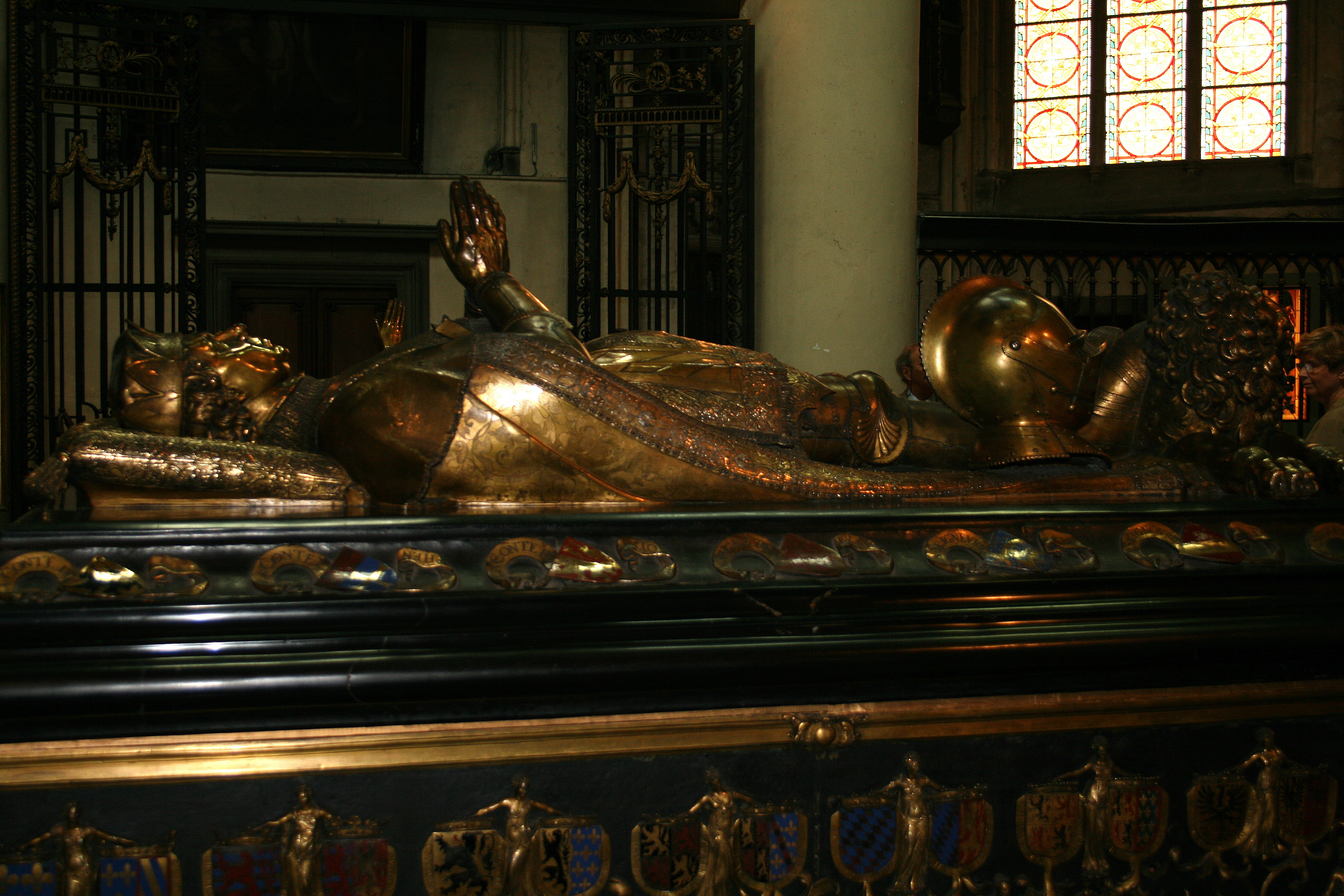
Náhrobek Karla Smělého, Bruggy, Belgie
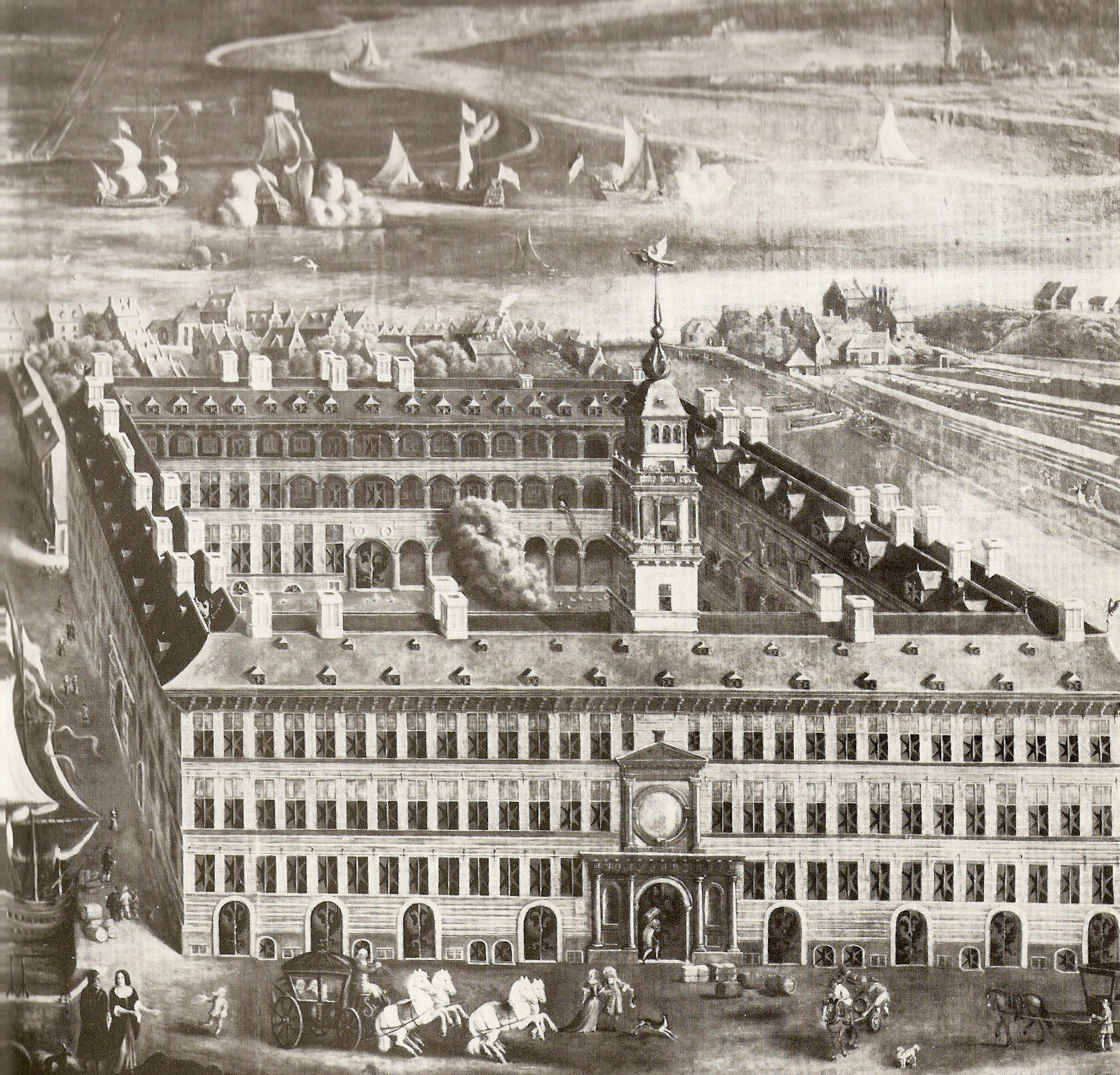
Budova hanzovní ligy